# Asparagus racemosus
Asparagus racemosus är en sparrisväxtart som beskrevs av Carl Ludwig von Willdenow. Asparagus racemosus ingår i släktet sparrisar, och familjen sparrisväxter. Inga underarter finns listade i Catalogue of Life.

## Bildgalleri

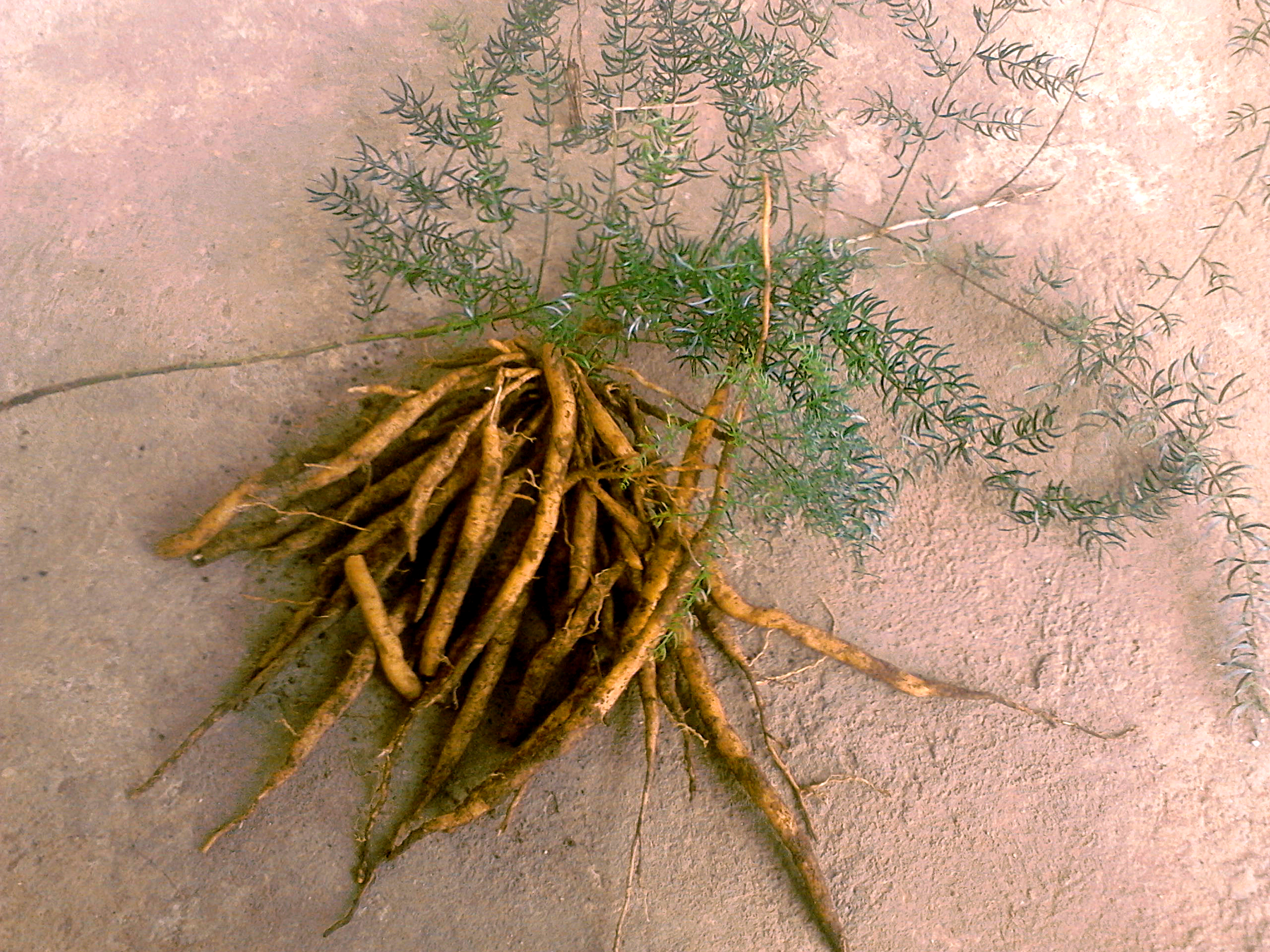
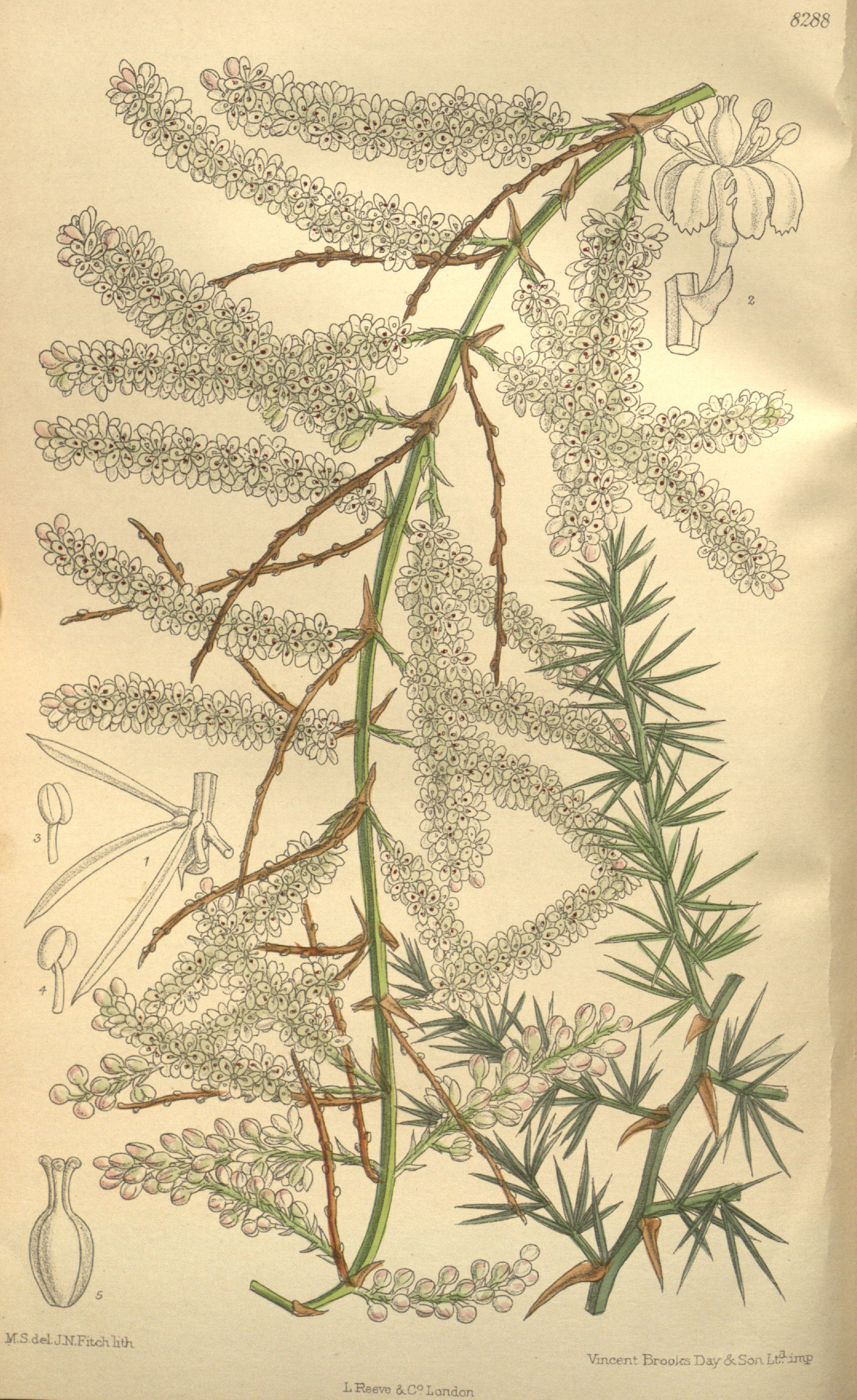
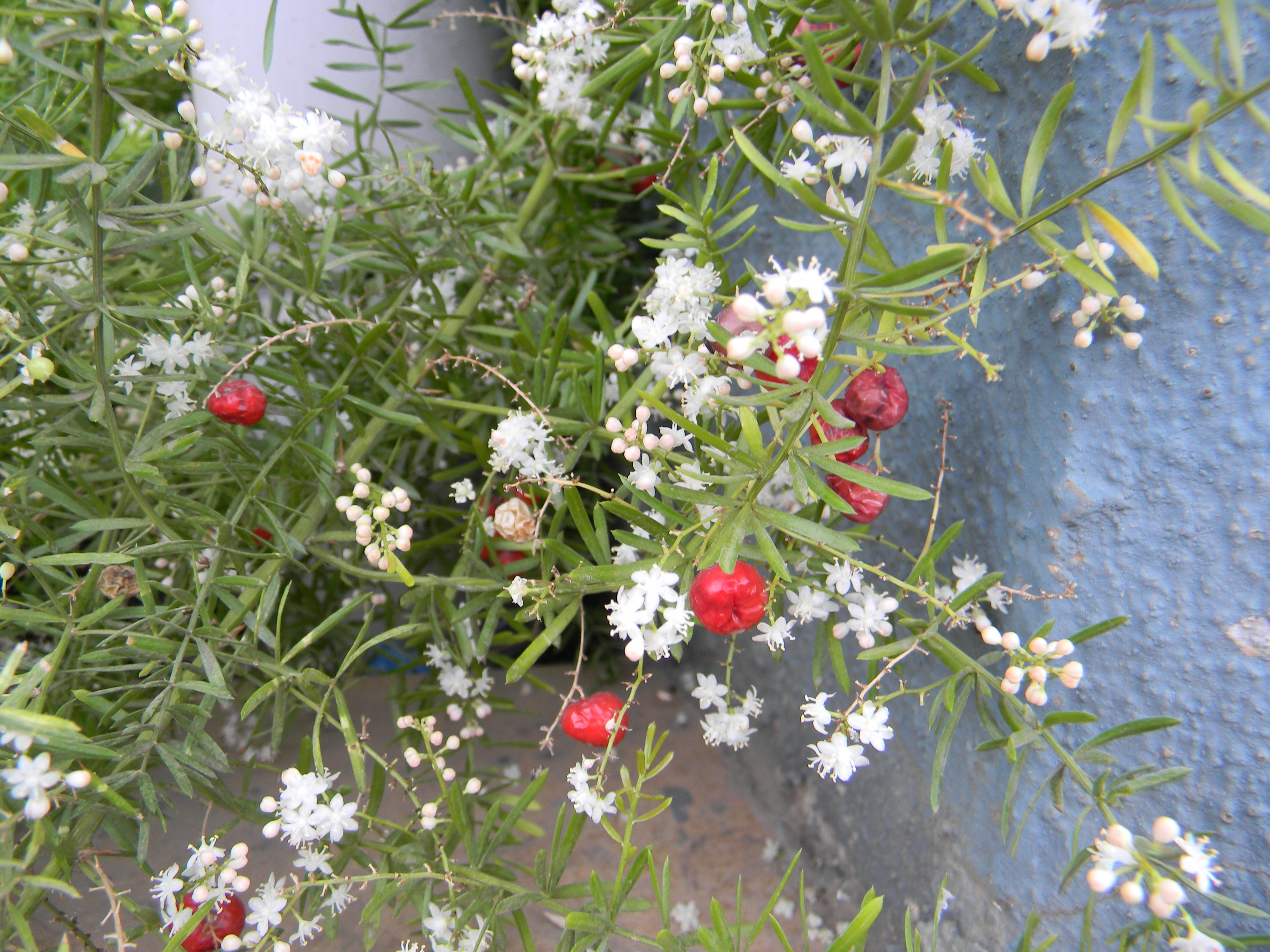
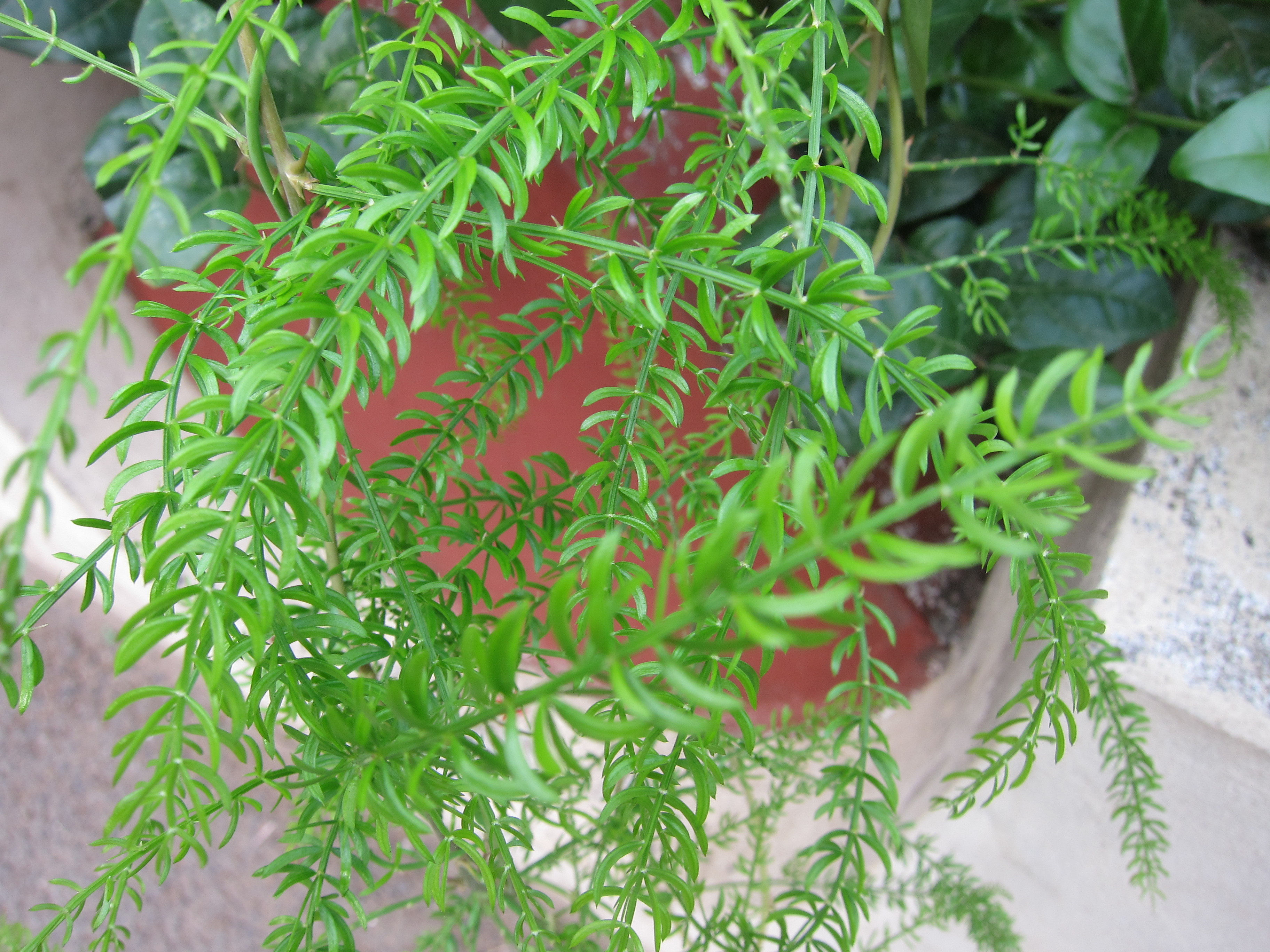
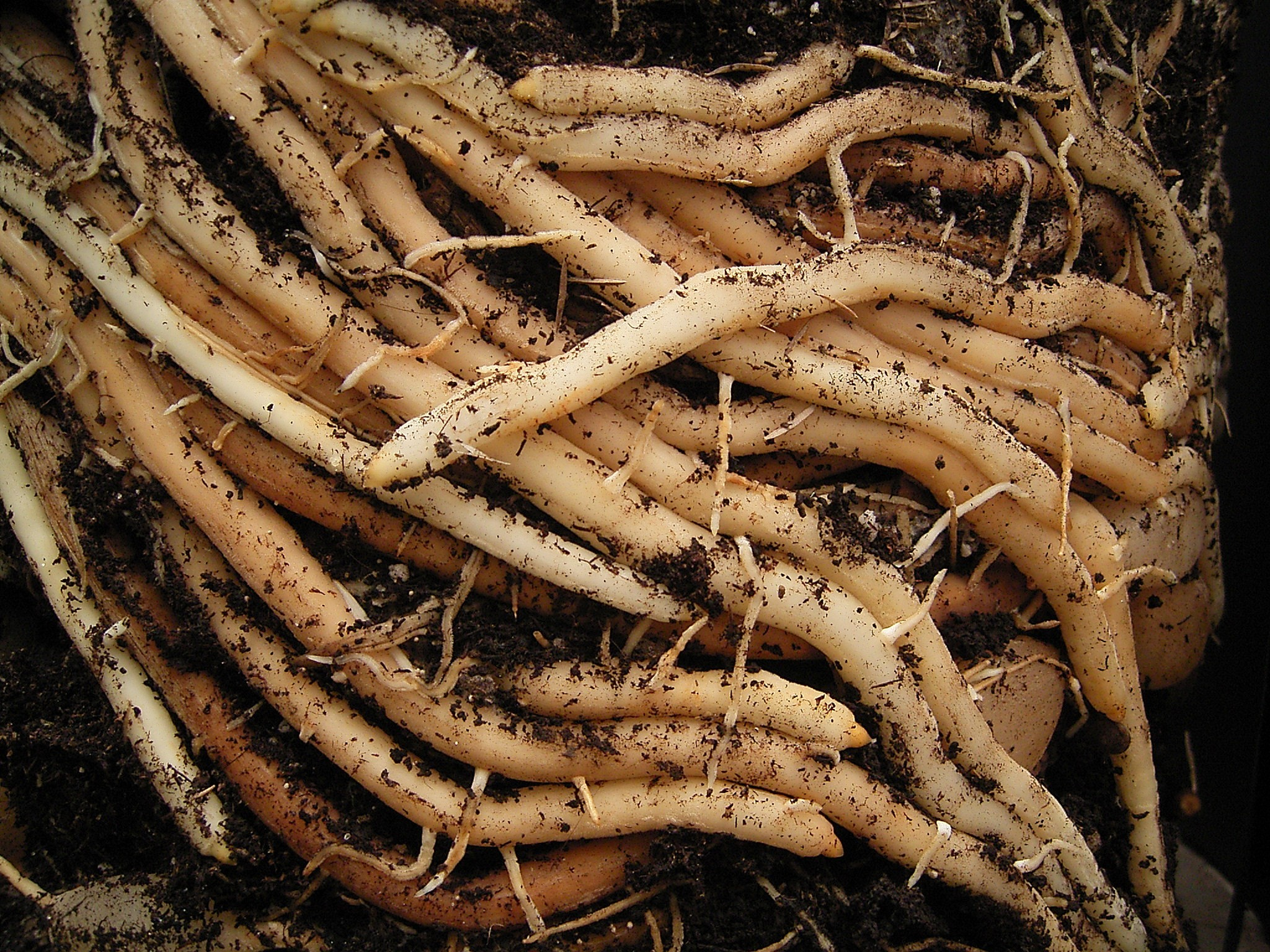
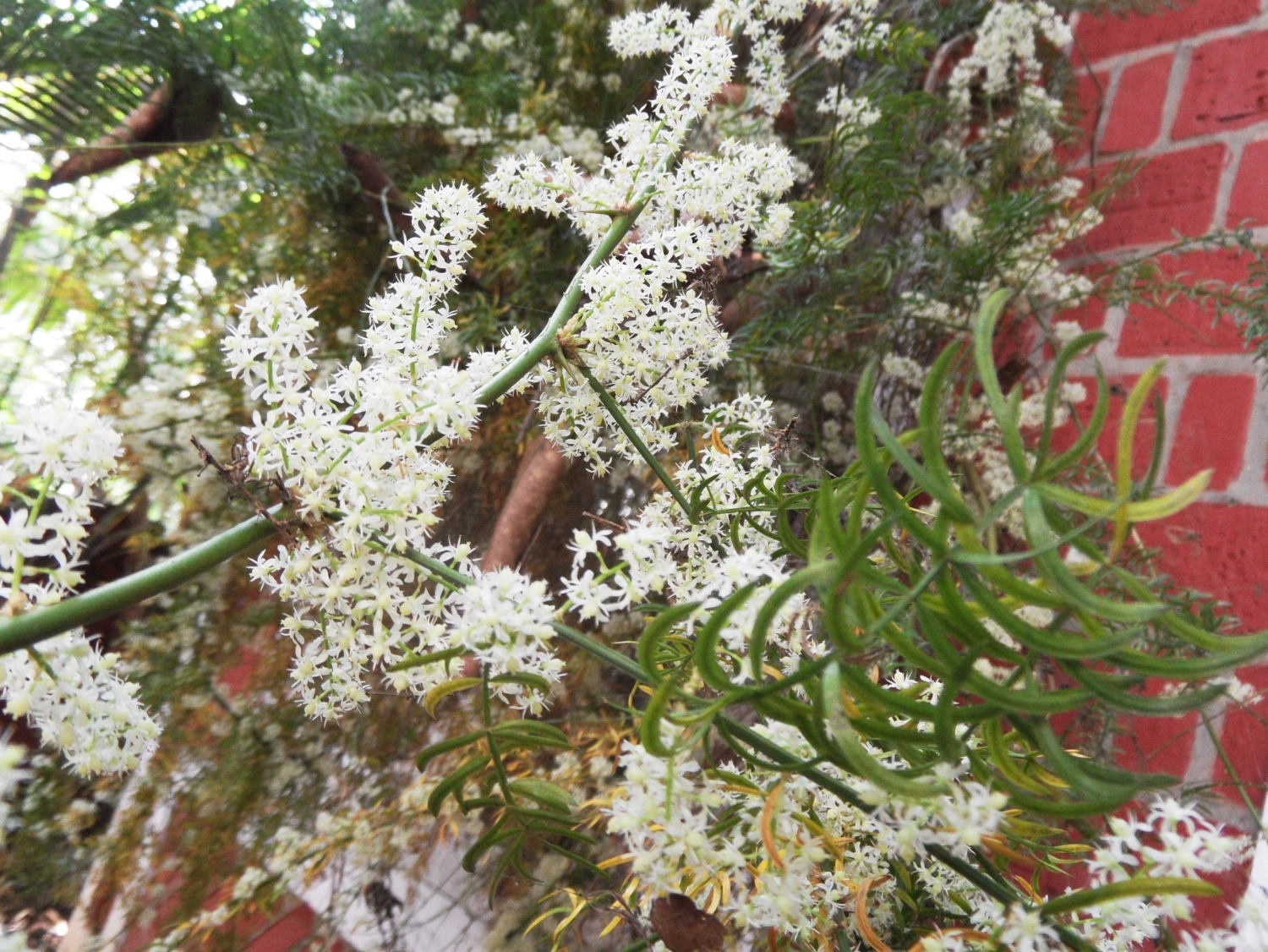